# Stratton (Nebraska)
Stratton ist ein Village im Hitchcock County im US-amerikanischen Bundesstaat Nebraska, direkt am U.S. Highway 34 gelegen. Zur Volkszählung im April 2010 hatte Stratton 343 Einwohner.

## Geschichte
In den 1870er Jahren existierten im Gebiet des heutigen Ortes weitläufige Ranches. Im Jahr 1879 errichtete der Siedler C.V. Bailey mit seinen drei Söhnen eine Blockhütte, die sie als Poststation, Laden und Wohnhaus nutzten. Einige andere Siedler folgten. Der Ort wurde zunächst Frontier genannt.
Im Jahr 1881 erreichte der Bau der Eisenbahn den Ort. Die Bahngesellschaft Chicago, Burlington and Quincy Railroad errichtete in Frontier ein Depot und Belademöglichkeiten an der neu entstehenden Verbindungsstrecke nach Denver. Das Land, auf dem die Bahngesellschaft baute, gehörte zu diesem Zeitpunkt Mary Stratton. Sie gab ihre Besitzrechte an die Eisenbahn ab, im Gegenzug wurde der Ort in Stratton umbenannt. Durch die Eisenbahn wuchs die Siedlung weiter. Eine erste Schule wurde 1881/82 errichtet und verschiedene Geschäfte eröffnet. Am 14. Januar 1886 wurde Stratton in das seit 1873 bestehende Hitchcock County integriert.
Im Mai und im Juni des Jahres 1935 kam es durch den unmittelbar südlich von Stratton verlaufenden Republican River zu erheblichen Überschwemmungen im Ort. Mehrere Einwohner starben, neben vielen Gebäuden wurden auch Teile der Eisenbahnlinie, Straßen und Brücken beschädigt oder zerstört.

## Sonstiges
Eine im Jahr 1908 durch die Ideal Cement Company erbaute kleine Betonbrücke wurde 1992 als Denkmal in das National Register of Historic Places aufgenommen.
Östlich von Stratton entgleiste im Februar 1974 der Amtrak San Francisco Zephyr, dabei wurden mehr als 20 Personen verletzt.
Eine Folge der US-amerikanischen Fernsehserie Supernatural (Familiäre Überreste, Originaltitel Family Remains, Episode elf der vierten Staffel) spielt in Stratton.

## Persönlichkeiten
- Norval B. Dame (1908–1987), Abgeordneter (state legislator) der Nebraska Legislature[5]
- George Sauer (1910–1994), American-Football-Spieler und -Trainer[6]
- Jim Lankas (1918–1978), American-Football-Spieler[7]